# Dieter Weigel
Dieter Weigel (* 17. April 1932; † 18. April 2015) war ein deutscher evangelisch-methodistischer Theologe, Dozent für Praktische Theologie und Leiter eines Freikirchlichen Seminars.

## Werdegang
Weigel studierte nach Erlangung seiner Hochschulreife von 1953 bis 1958 in Leipzig Evangelische Theologie. Anschließend arbeitete er bei dem Kirchenhistoriker Franz Lau als Wissenschaftlicher Assistent. Es folgten Predigtdienste in methodistischen Kirchengemeinden von Dessau, Wolfen, Bitterfeld und Wittenberg. Im Jahre 1960 wurde er zum Pastor der Evangelisch-methodistischen Kirche ordiniert. Seitdem war er fast drei Jahrzehnte als Pastor tätig. In diese Zeit fällt auch seine Beauftragung mit der Leitung des Theologischen Grundkursus der Evangelischen Freikirchen. Von 1988 bis 1992 arbeitete er als Dozent für Praktische Theologie des methodistischen Seminars in Bad Klosterlausnitz. Danach war er bis zu seinem Ruhestand 1997 Pastor in Schmalkalden und Friedrichroda sowie Leiter des Bildungswerkes Ost der Evangelisch-methodistischen Kirche.
Weigel war Mitglied der Christlichen Friedenskonferenz und Teilnehmer der I. Allchristlichen Friedensversammlung, die 1961 in Prag stattfand.

## Veröffentlichungen
- Zur Geschichte der charismatischen Bewegung in der Evangelisch-methodistischen Kirche. In: Christoph Raedel (Hrsg.): Methodismus und charismatische Bewegung. Historische, theologische und hymnologische Beiträge (= Reutlinger Theologische Studien 2). Edition Ruprecht, Göttingen 2007, S. 38–52.